# Смертельні перегони 2000
«Смертельні перегони 2000» (англ. Death Race 2000) — американський антиутопічний фантастичний бойовик 1975 року.

## Сюжет
Щороку незмінний Президент Великої Америки, котра займає більшу частину світу, збирає найзапекліших психопатів для участі у видовищних смертельних перегонах. Їх метою є прийти живим до фінішу з найбільшою кількістю очок, які присуджуються за збитих по шляху пішоходів. При цьому найбільше очок присуджується за старших жертв, що дозволяє позбавлятись від «непотрібних» членів суспільства. На чергові перегони 2000 року приходить знаменитий гонщик на прізвисько Франкенштейн, відновлений після аварії протезами. Крім нього прибувають гангстер «Кулеметник» Джо Вітербо, «Давньогрецький герой» Нерон і дві жінки, Джейн на прізвисько «Катастрофа» і Матильда. Разом з гонщиками їдуть їх штурмани. Екологи, противники цього виду гонок і суперники Президента, намагаються саботувати змагання, вбиваючи учасників, щоб привести до перемоги Франкенштейна та замінити його на двійника, що усуне Президента. Штурманкою Франкенштейна призначають дівчину Енні, аби вона завела його в пастку.
Дорогою Енні хоче побачити справжнє обличчя Франкенштейна, сховане під маскою. Знявши маску, вона бачить, що шрами та опіки були гримом. Тим часом «Кулеметник» збиває першого пішохода, його вдова отримує від держави як компенсацію квартиру. Медсестри з будинку людей похилого віку виставляють на дорогу старих та інвалідів, яких Франкенштейн збиває. Повстанці вбивають «Нерона», заманивши на бомбу, сховану в муляжі дитини.
Повстанці зламують телесигнал і їхня очільниця Томазіна Пейн звертається до глядачів з обіцянкою покласти край правлінню Президента. Вони влаштовують пастку для «Катастрофи», але вона об'їжджає їх з іншого боку і вбиває. За очками лідирує «Кулеметник». Наприкінці першого дня гонщики відпочивають. Франкенштейн пропонує Енні потанцювати.
Наступного ранку Франкеншейн впускає свою рукавичку і, нібито повернувшись за нею, збиває насмерть розпорядника змагань. Після цього він оминає барикаду і бачить чоловіка, одягненого в його костюм. Він вважає, що це якийсь підступ Джо. «Катастрофа» потрапляє до фальшивого тунелю і розбивається, але це замовчує телебачення. Франкенштейн чує про повстанців, але йому забороняють згадувати про цю проблему. Під час відпочинку Джо пристає до Енні, Франкенштейн б'ється з ним і ледве не вбиває, але обіцяє вбити під час перегонів. Джо каже, що Енні порпалась в авто, з чого Франкенштейн розуміє — вона працює на повстанців. Той розповідає, що кожного року влада тренує нового Франкенштейна. Енні зауважує, що він ніколи не знімає праву рукавицю, але Франкенштейн каже, що це таємниця.
Пейн наказує атакувати Франкенштейна з літака, коли Енні засинає через додане в напій снодійне. Проте Франкенштейну вдається втекти від усіх пасток, літак у польоті за ним розбивається. Матильда оминає розставлені перешкоди, але підривається на міні. Франкенштейн розкриває свій план — коли він виграє перегони та потисне Президенту руку, вибухне схована в рукавиці граната. Джо атакує Франкенштейна, тоді Енні кидає в нього рукавицю і вбиває вибухом.
Франкенштейн стає переможцем, тоді Пейн стріляє в нього під час нагородження. Та під маскою виявляється Енні, тоді як Франкенштейн таранить на авто трибуну, вбиваючи Президента.
Згодом Франкенштейн стає новим Президентом, а Енні його дружиною. Вони розповідають в інтерв'ю про свої плани, Франкенштейн забороняє перегони та вирушає в мирну поїздку.

## У ролях
| Актор              | Роль                     |
| ------------------ | ------------------------ |
| Девід Керрадайн    | Франкенштейн             |
| Сімона Гріффет     | Енні Сміт                |
| Сільвестр Сталлоне | «Кулеметник» Джо Вітербо |
| Мері Воронов       | «Катастрофа» Джейн       |
| Роберта Коллінз    | Матильда Гун             |
| Мартін Коув        | «Герой» Нерон            |
| Луіза Моріц        | Майра                    |
| Дон Стіл           | Джуніор Брюс             |
| Джойс Джеймісон    | Грейс Пандер             |
| Карле Бенсен       | Гарольд                  |
| Сенді МакКаллум    | містер Президент         |